# Liste der Bodendenkmäler in Georgenberg
Auf dieser Seite sind die Bodendenkmäler in der Oberpfälzer Gemeinde Georgenberg zusammengestellt. Diese Tabelle ist eine Teilliste der Liste der Bodendenkmäler in Bayern. Grundlage ist die Bayerische Denkmalliste, die auf Basis des Bayerischen Denkmalschutzgesetzes vom 1. Oktober 1973 erstmals erstellt wurde und seither durch das Bayerische Landesamt für Denkmalpflege geführt wird. Die folgenden Angaben ersetzen nicht die rechtsverbindliche Auskunft der Denkmalschutzbehörde.

## Bodendenkmäler in Georgenberg
| Lage       | Objekt | Akten-Nr.     | Bild |
| ---------- | --- | ------------- | ---- |
| (Standort) | Archäologische Befunde im Bereich der mittelalterlichen Burgruine „Schellenberg“. | D-3-6240-0006 |      |
| (Standort) | Archäologische Befunde des abgegangenen frühneuzeitlichen Schlosses Georgenberg mit zugehörigem Wirtschaftshof.                                                                                     | D-3-6240-0007 |      |
| (Standort) | Mittelalterliche Wüstung „Schönthann“. | D-3-6240-0008 |      |
| (Standort) | Archäologische Befunde der abgegangenen mittelalterlichen Kirche St. Johannes in Waldkirch mit zugehörigem Friedhof.                                                                                | D-3-6240-0011 |      |
| (Standort) | Frühneuzeitliche Hofwüstungen der Streusiedlung Faislbach. | D-3-6240-0012 |      |
| (Standort) | Frühneuzeitliche Hofwüstung „Pinsenstock“. | D-3-6240-0013 |      |
| (Standort) | Mittelalterliche und frühneuzeitliche Hofwüstung „Krautwinkl“. | D-3-6240-0014 |      |
| (Standort) | Archäologische Befunde der frühen Neuzeit im Bereich der katholischen Pfarrkirche St. Christophorus in Neukirchen zu St. Christoph, darunter die Spuren von Vorgängerbauten bzw. älterer Bauphasen. | D-3-6240-0017 |      |
| (Standort) | Frühneuzeitliche Hofwüstungen der Streusiedlung Dimpfl. | D-3-6340-0061 |      |
| (Standort) | Frühneuzeitliche Hofwüstungen der Streusiedlung Brünst. | D-3-6340-0062 |      |
| (Standort) | Archäologische Befunde und Funde im Bereich des ehemaligen Hammerschlosses Neuenhammer, darunter die Spuren des mittelalterlichen Eisenhammers „Ödenmühl“.                                          | D-3-6340-0115 |      |